# Železářská huť svatého Klimenta
Železářská huť svatého Klimenta, též Viktorova huť v Plasích v okrese Plzeň-sever, byla založena v letech 1827–1829 knížetem Metternichem. Kromě provozní budovy, ulice Lipová, čp. 214 a přilehlé vysoké pece, patří do areálu huti – pozdější železárny – ještě budovy čp. 4 a čp. 380. Celý objekt je chráněn jako kulturní památka České republiky.

## Historie
Plaská železářská a hutní výroba, založená cisterciáky, je v pramenech zmiňována již na sklonku 17. století. V roce 1826 koupil kníže Metternich klášter v Plasích a v letech 1827–1829 se rozhodl vystavět 700 m severně od kláštera železářskou huť s vysokou pecí a slévárnou. K tomuto rozhodnutí přispěly zřejmě dostatečné zásoby dřeva ve vlastních lesích, blízkost řeky Střely a naleziště uhlí v nedalekém Kaznějově. Toto uhlí nahradilo později dřevěné uhlí, původně používané k tavení rudy v dřevouhelné vysoké peci belgického typu.
Podle záznamů sestávala knížecí železárna z vysoké pece, kuplovací pece s parním strojem, slévárny kovů, sedmi bucharů, táhla, váhovny a mechanické dílny a v roce 1843 zaměstnávala 124 horníků, 26 hutních dělníků, 75 slévačů a čističů, 45 železářských kovářů, 45 zámečníků, soustružníků a modelářů a 35 uhlířů. Surové železo bylo zpracováváno sléváním, přetavováním, zkujňováním a od roku 1859 i válcováním.
Huť si získala svou pověst zejména výrobky z litiny a to jak užitkovými, tak ozdobnými. Svědčí o tom řada dochovaných uměleckých výrobků (Kunstguss), např. kašna, kandelábry a lucerny, domovní čísla na některých budovách, náhrobky a kříže na hřbitově. Patří k nim i železný pomník na plaském hřbitově, věnovaný knížetem Metternichem na památku zesnulým cisterciákům.
V 70. letech 19. století již bylo nutné rudu dovážet a výroba se začala prodražovat. Po smrti kancléře Metternicha zdědil železářskou huť jeho syn Richard. V roce 1872, při velké povodni, byla huť značně poškozena a v roce 1875 byl provoz železárny zastaven. Objekty byly postupně rozprodávány nebo bourány na stavební materiál.

## Popis stavby
Nejstarší částí areálu železářské huti je nepochybně objekt bývalé slévárny s vysokou pecí z 20. let 19. století. Hlavní provozní budova byla dokončena později, v roce 1844. Empírová jednopatrová zděná budova obdélného půdorysu má hladké průčelí o 10 osách a je krytá sedlovou, taškami pokrytou střechou. Podélná osa stavby probíhá ve směru SV–JZ, klenutým průjezdem prochází hlavní komunikace na Žebnici a Horní Hradiště. Na jihozápadní straně je v celé šířce budovy postavena hranolová věž krytá nízkou stanovou stříškou. V její dolní třetině se nachází půlkruhové větrací okno, v horní třetině je umístěn kulatý hodinový ciferník.
K jižní fasádě budovy přiléhá větší část tělesa bývalé vysoké pece tvaru komolého jehlanu, která je vyzděná z cihel a kvádrů.
Z areálu železárny se dochoval ještě objekt bývalé slévárny (čp. 4 a čp. 308). Tato přízemní zděná budova protáhlého obdélníkového půdorysu s asymetricky řešenou polovalbovou střechou krytou taškami, byla později upravená na byty. Severně od železárny se nacházela kolonie přízemních dělnických domků. Dnes jsou řadové domky zmodernizovány pro účely rodinného bydlení.

## Rekonstrukce a současné využití
Plaská huť byla v roce 1963 prohlášena za technickou památku a koncem 90. let se město Plasy spolu s Plzeňským krajem a Nadací Via zapojilo do projektu její záchrany. Současně se rozběhl projekt „Plaská litina“, na který poskytlo grant Ministerstvo kultury ČR a město Plasy. Proběhla rekonstrukce hlavní budovy, ve které byla zřízena
výstavní síň, zaměřená na historii železárny a výrobků z litiny. Před hutí byla umístěna restaurovaná socha sv. Jana Nepomuckého, dílo hlavního restaurátora projektu „Plaská litina“ Jindřicha Kovaříka z muzea v Mariánské Týnici. Slavnostní otevření výstavní síně plaské litiny a obnovené hutě se konalo dne 26. května 2005.